# 舒慧生
舒慧生（1965年1月—），男，汉族，安徽桐城人，中华人民共和国学者，曾任东华大学副校长。

## 生平
1984年毕业于安徽师范大学数学系获学士学位，同年进入皖南农学院基础部任教。1988年调入东华大学（原中国纺织大学）工作，1990年获中国纺织大学应用数学硕士学位，2005年获东华大学控制理论与工程博士学位。历任东华大学理学院教师、院长助理、副院长，东华大学研究生部副主任、主任，东华大学发展规划处处长、高教研究所所长、学科办主任、“211工程”办公室主任、研究生部主任。
2018年2月，任东华大学副校长。2023年2月，不再担任东华大学党委常委、副校长职务。

## 学术贡献
主持国家自然科学基金项目多项，参与国家自然科学基金重点项目等课题。发表SCI论文60余篇。获上海市教育成果奖一等奖1项（第一完成人）、中国纺织工业联合会纺织高等教育教学成果奖一等奖2项（第一完成人）、上海市自然科学三等奖1项（第一完成人）。

## 社会兼职
中国学位与研究生教育学会理事，上海市统计学学科评议组成员。